# Aero A-102
Aero A-102 – czechosłowacki samolot myśliwski z okresu międzywojennego.

## Historia
Latem 1932 roku w wytwórni lotniczej Aero rozpoczęto prace nad konstrukcją nowego samolotu myśliwskiego, wyposażonego w silnik gwiazdowy Walter 14Kfs „Mistral Major” o mocy 800 KM. Początkowo planowano, że będzie to klasyczny dwupłat, ale wobec zapotrzebowania lotnictwa koncepcję tę zaniechano na rzecz samolotu jednopłatowego. Prace nad tym samolotem trwały cały rok. Ostatecznie został zaprojektowany samolot w układzie zastrzałowego górnopłatu, który otrzymał oznaczenie A-102.
Prototyp samolotu A-102 został oblatany w czerwcu 1934 roku, a następnie przeszedł testy wojskowe i uczestniczył w konkursie na nowy samolot myśliwski dla czechosłowackiego lotnictwa, w czasie którego wybrano samolot Avia B-35.
Wobec powyższego zaniechano dalszych prac nad tym samolotem.

## Użycie w lotnictwie
Samolot Aero A-102 uczestniczył w testach fabrycznych i pokazach dla wojska, a 1937 roku wziął udział w Narodowej Wystawie Lotniczej i był to jego ostatni pokaz.

## Opis techniczny
Samolot myśliwski Aero A-102 był górnopłatem zastrzałowym (płat Puławskiego) konstrukcji metalowej. Kadłub mieścił odkrytą kabinę pilota, a przed nią umieszczono silnik. Napęd stanowił silnik gwiazdowy, 14-cylindrowy chłodzony powietrzem. Podwozie klasyczne, stałe. 
Uzbrojenie stanowiły 4 karabiny maszynowe ZB vz. 30 kal. 7,92 mm umieszczone w skrzydłach po dwa z obu stron.